# Lozkî, Kozelșciîna
Lozkî (în ucraineană Лозки) este un sat în așezarea urbană Kozelșciîna din regiunea Poltava, Ucraina.

## Demografie
Componența lingvistică a localității Lozkî
     Ucraineană (87,5%)
     Rusă (12,5%)
Conform recensământului din 2001, majoritatea populației localității Lozkî era vorbitoare de ucraineană (87,5%), existând în minoritate și vorbitori de rusă (12,5%).